# Seebach (Wartburgkreis)
Seebach település Németországban, azon belül Türingiában. Lakosainak száma 1719 fő (2023. december 31.). Seebach Ruhla, Waltershausen és Wutha-Farnroda községekkel határos.

## Népesség
A település népességének változása:
| Lakosok száma | 1848 | 1815 | 1768 | 1760 | 1719 |
|               | 2017 | 2019 | 2021 | 2022 | 2023 |